# Éric Poujade
Éric Poujade (Aix-en-Provence, 8 agosto 1972 – Marsiglia, 1º luglio 2024) è stato un ginnasta francese, vincitore di una medaglia d'argento ai Giochi olimpici di Sydney 2000.

## Palmarès
| Anno | Manifestazione  | Sede            | Evento             | Risultato | Prestazione | Note |
| ---- | --------------- | --------------- | ------------------ | --------- | ----------- | ---- |
| 1994 | Europei         | Praga           | Cavallo c/M        | Argento   | 9.762       |      |
| 1994 | Mondiali        | Brisbane        | Cavallo c/M        | Argento   | 9.700       |      |
| 1995 | Mondiali        | Sabae           | Cavallo c/M        | 7º        | 9.575       |      |
| 1996 | Giochi olimpici | Atlanta         | Cavallo c/M        | 7º        | 9.350       |      |
| 1996 | Europei         | Copenaghen      | Cavallo c/M        | 4º        | 9.700       |      |
| 1996 | Mondiali        | San Juan        | Cavallo c/M        | 6º        | 9.700       |      |
| 1997 | Mondiali        | Losanna         | Cavallo c/M        | Argento   | 9.700       |      |
| 1998 | Europei         | San Pietroburgo | Concorso a squadre | Oro       | 164.823     |      |
| 1998 | Europei         | San Pietroburgo | Cavallo c/M        | Oro       | 9.687       |      |
| 2000 | Giochi olimpici | Sydney          | Cavallo c/M        | Argento   | 9.825       |      |
| 2000 | Europei         | Brema           | Cavallo c/M        | Argento   | 9.750       |      |